# Proxima Centauri c
Proxima Centauri c – kontrowersyjna planeta pozasłoneczna okrążająca gwiazdę Proxima Centauri w gwiazdozbiorze Centaura. Została odkryta metodą pomiaru zmian prędkości radialnej. Jej gwiazda jest gwiazdą położoną najbliżej Słońca, tym samym Proxima Centauri c należy do najbliższych znanych planet pozasłonecznych.

## Nazwa
Oznaczenie planety pochodzi od nazwy gwiazdy, którą ciało to okrąża. Mała litera „c” oznacza, że jest to druga planeta postulowana w tym układzie planetarnym, po planecie Proxima Centauri b.

## Obserwacje
W 2019 roku w danych zebranych przez spektrograf HARPS (ang. High Accuracy Radial velocity Planet Searcher) działający w Europejskim Obserwatorium Południowym wykryto sygnał zmian prędkości radialnej, który uznano za prawdopodobny efekt wpływu przyciągania drugiej planety krążącej wokół Proximy Centauri. Badacze obliczyli, że maksymalna odległość tej potencjalnej planety od gwiazdy to 1,14 ± 0,06 sekundy kątowej, co pozwalałoby na jej bezpośrednie obserwacje. Inni uczeni wykorzystali dane astrometryczne pochodzące z obserwacji Kosmicznego Teleskopu Hubble’a, niezależnie wykrywając drobne ruchy gwiazdy na niebie, które można przypisać przyciąganiu tego obiektu. Wreszcie użycie systemu optyki adaptatywnej SPHERE na Very Large Telescope (VLT) pozwoliło zarejestrować obrazy w podczerwieni, na których występuje zmieniający położenie punkt, który może (choć nie musi) być obrazem tej planety, będącej w ruchu wokół Proximy Centauri. Połączenie tych niezależnych zbiorów danych wskazywało na wiarygodność istnienia obiektu i pozwalało go scharakteryzować.

## Charakterystyka
Zebrane dane wskazują, że Proxima Centauri c obiega swoją gwiazdę w czasie około 1900 dni (ponad 5 lat ziemskich) w odległości ok. 1,5 jednostki astronomicznej. Orbita wyznaczona głównie na podstawie obserwacji VLT ma nachylenie 133° względem kierunku patrzenia.
Masa minimalna tej planety wyznaczona ze zmian prędkości radialnej to 5,8 M🜨. Uwzględnienie nachylenia orbity pozwala ocenić jej rzeczywistą masę na 7 razy większą od masy Ziemi, co wskazuje, że jest to mini-Neptun lub superziemia.
Potencjalna planeta zaobserwowana przez VLT jest 10 do 100 razy jaśniejsza niż przewidywano. Możliwym wyjaśnieniem jest obecność wokół planety rozległych pierścieni planetarnych, które jednak musiałyby tworzyć system o średnicy ok. 4,8 RJ, kilkakrotnie większy niż pierścienie Saturna; jest to możliwe, lecz niespodziewane w przypadku układu planetarnego o takim wieku (ok. 4,8 mld lat).
Chociaż niektórzy autorzy uznali zebrane dane za wystarczające do potwierdzenia istnienia planety, inni woleli zachować ostrożność, wciąż uznając ją za „mocnego kandydata”.

## Kontrowersje
Opublikowana w 2022 roku praca kwestionowała detekcję zmian prędkości radialnej przypisywanych planecie c. Metoda analityczna zastosowana przez badaczy potwierdzała istnienie planety b i (mniej silnie) krótkookresowej planety d, ale negowała istnienie planety c wskazując, że w analizach nie został uwzględniony pewien mały błąd systematyczny dotykający długookresowych sygnałów.